# 伊佐具神社
伊佐具神社（いさぐじんじゃ）は、兵庫県尼崎市上坂部にある神社。式内社で、旧社格は郷社。

## 祭神
- 五十狭城入彦尊・他二柱不詳
- 相殿：宮八幡宮・金比羅神神社・愛宕神社・天満宮[1]

## 歴史
『摂津名所図会』には「上坂部村にあり。『延喜式』に出づ。今、稲荷明神と称す。森村とともに産土神とす」とある。
川辺郡式内社7社の中で唯一、皇室から鍬や靫が奉献されていた由緒ある神社。
さらに「延喜式玄蕃寮 巻21」に新羅かの客に賜う神酒を造るための稲を、大和・摂津・河内・和泉より選ばれた12社中の1社として、住吉社に送るとある。
元弘3年（1333年）6月、当社の近くに赤松円心が陣地を設けた際に、戦勝祈願をしたと伝えられる。
明治6年郷社に列せられる。

## 境内
- 伊佐具神社社号標石 - 並河誠所が式内社と比定した社号標石。正面に「伊佐具社」と刻まれている。尼崎市指定有形文化財に指定されている。
- 五輪塔 元応頃（1319年～1321年）の石塔で、赤松円心の墓と伝える。
- 白龍稲荷神社 もと社坊の真言宗福円山浄徳寺のお堂を社殿とし、神仏習合の名残を残す。
- 八幡神社

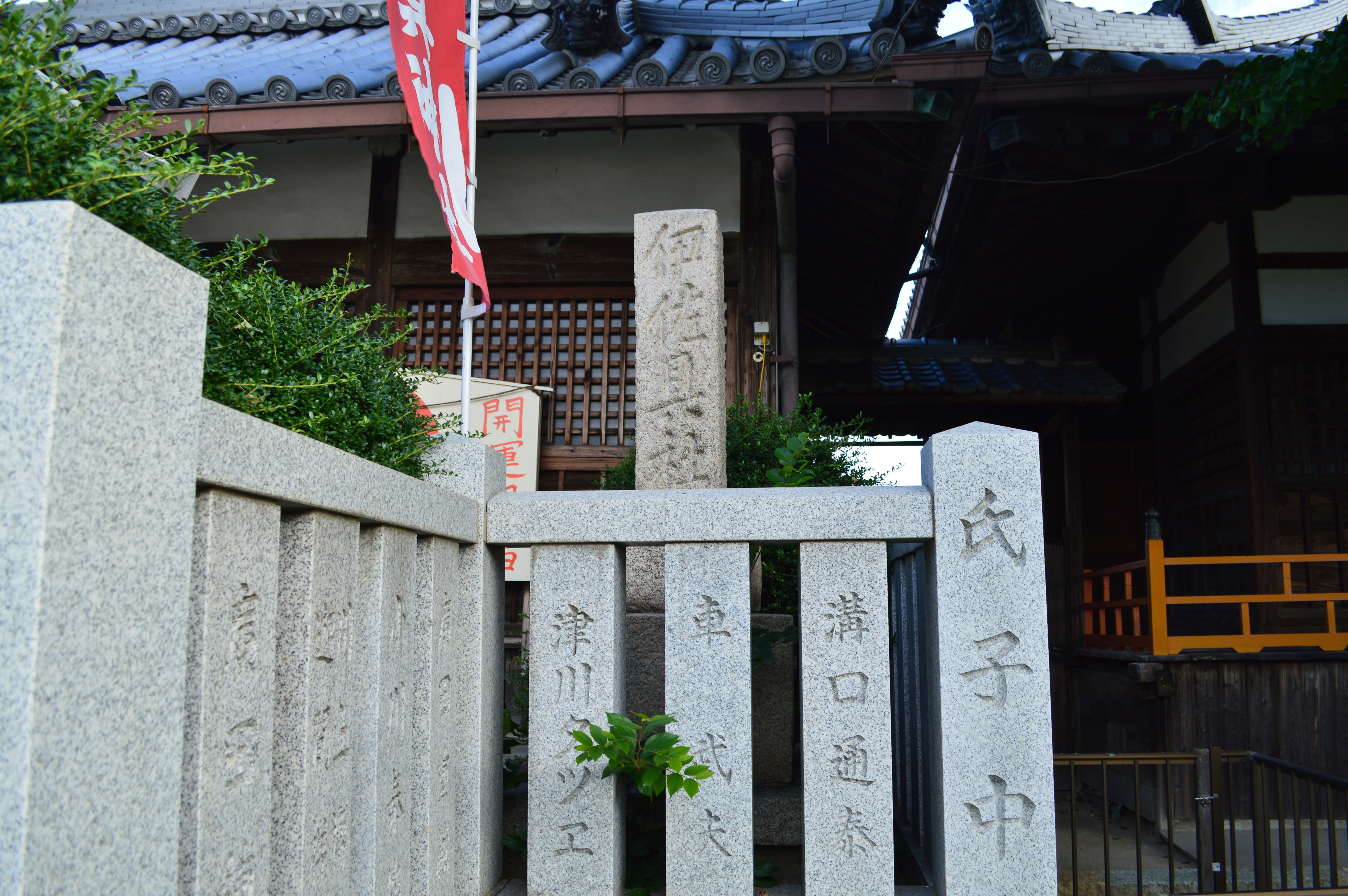
社号標石（尼崎市指定文化財）
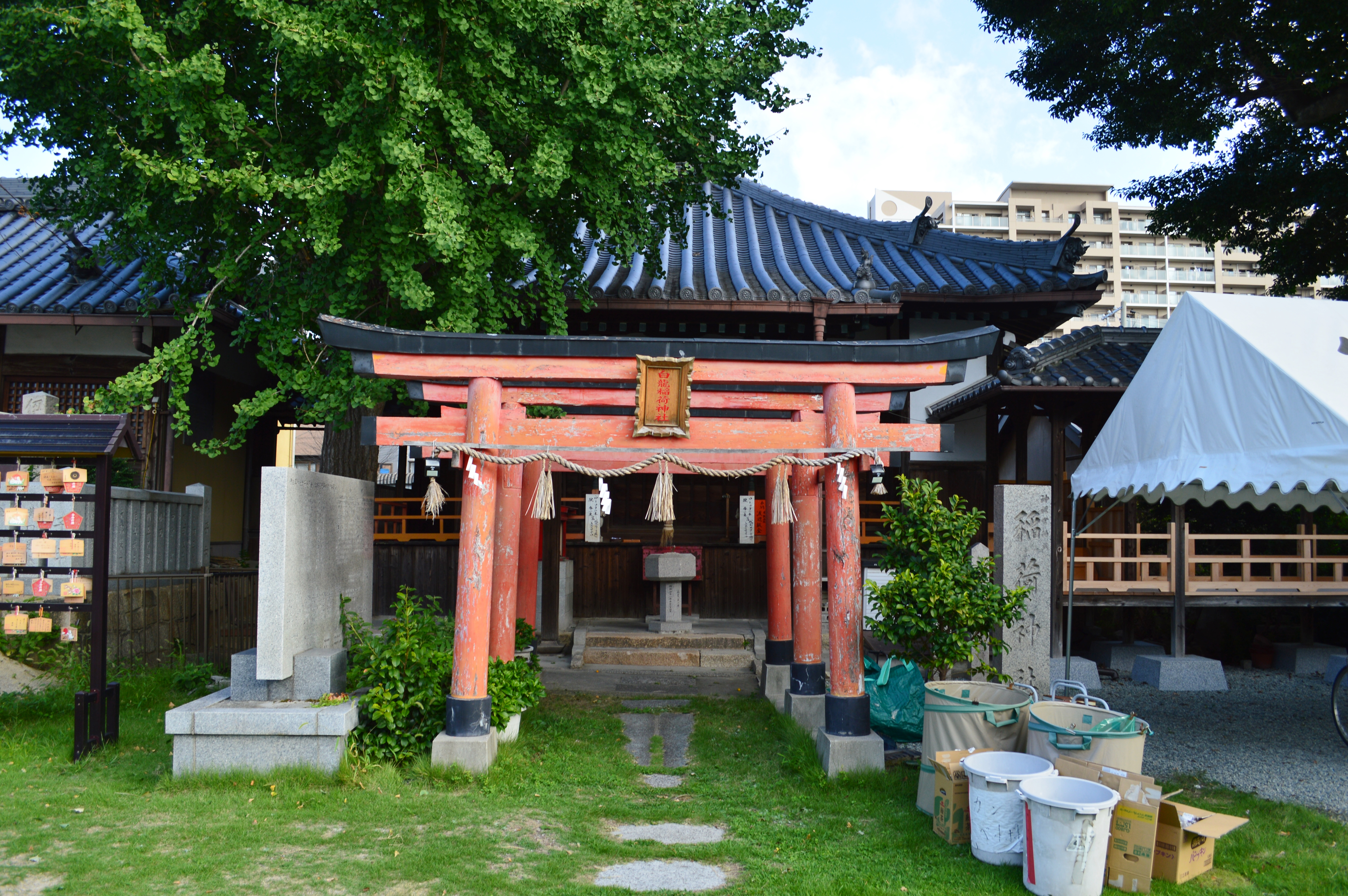
白龍稲荷神社
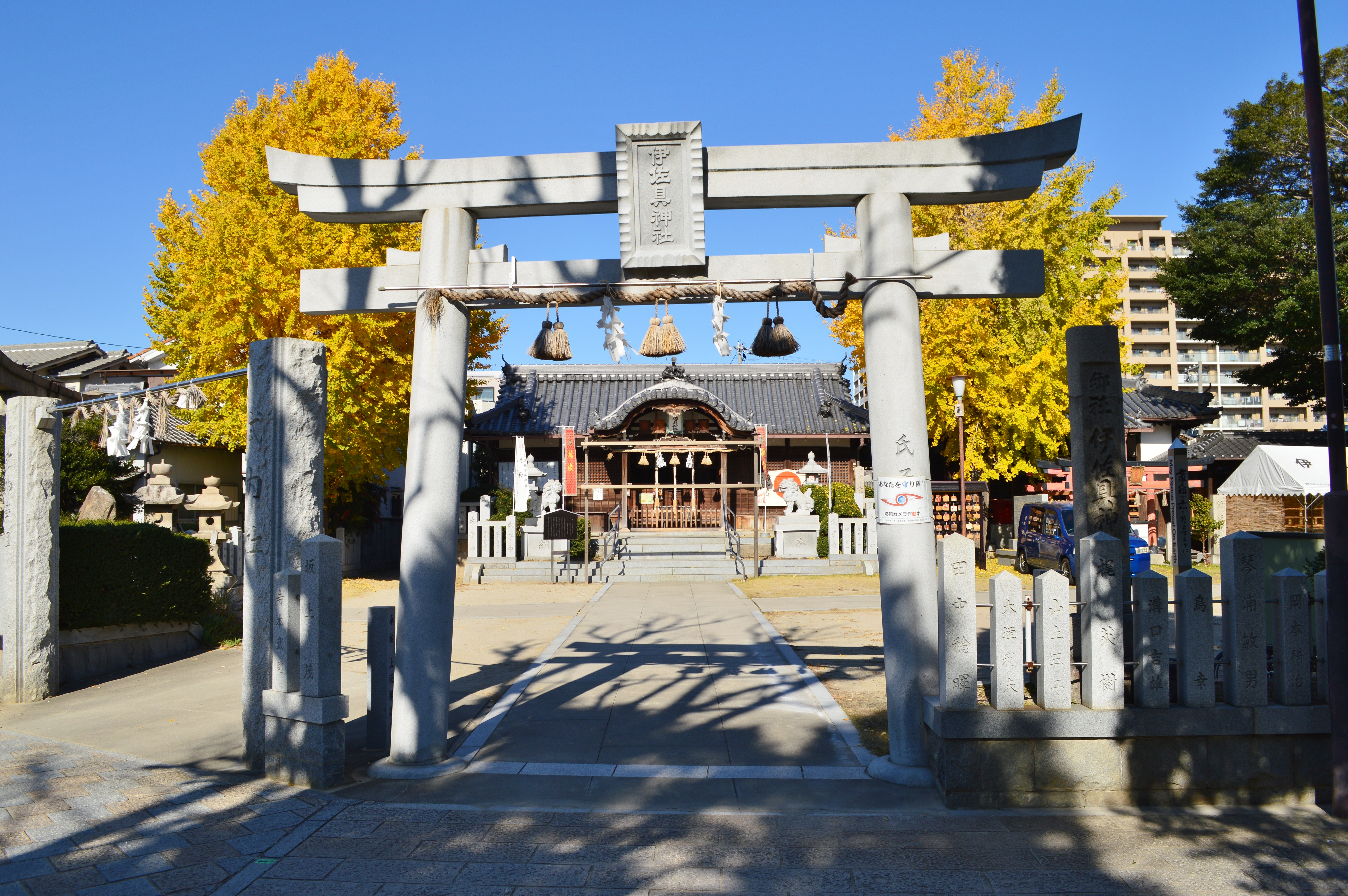
鳥居

## 文化財

### 尼崎市指定文化財
- 有形文化財
  - 伊佐具神社社号標石（歴史資料） - 1988年（昭和63年）4月1日指定[3]。

## 交通アクセス
- JR西日本福知山線塚口駅徒歩10分